# Plaidoyers historiques
Les Plaidoyers historiques forment un ensemble de textes publiés en 1643, et attribué à Tristan L'Hermite. Réédités en 1649-1650, ils sont caractéristiques du goût mondain de la société du temps de Louis XIII.
L'attribution du texte à Jean-Baptiste L'Hermite, frère cadet de Tristan, est toujours discutée.

## Présentation

### Contexte
Les Plaidoyers historiques paraissent en 1643 sous la forme de « trente-sept Plaidoyers historiques ou Discours de controverse, imprimés en gros caractères et formant un petit in-8° de 511 pages ».
Un événement important survient alors : « Trois mois après la publication des Plaidoyers historiques, le roi Louis XIII rendait le dernier soupir, le 14 mai 1643, au même jour et à la même heure que son père Henri IV ».

### Plaidoyers historiques
Tristan apparaît comme un compilateur, mais aussi comme auteur original puisqu'il a « ajouté aux Plaidoyers choisis par lui dans le gros recueil de Sylvain deux Plaidoyers de son invention, le XXe et le XXXVIIe ; et le premier de ces deux plaidoyers, Du mécontentement de deux amants, tout à fait dans le ton des controverses à la mode au temps de Tristan dans la société élégante, se distingue complètement des autres histoires du recueil ».
Napoléon-Maurice Bernardin n'est guère convaincu pour autant : « Bien que la main de Tristan se reconnaisse d'un bout à l'autre de ce volume, qu'il a su habilement ajuster au goût du jour, il n'en est point l'auteur ; il n'en est guère, si nous osons parler ainsi, que l'arrangeur ».

### Éditions
Cet ouvrage, « publié à son heure, agréa si fort au goût du temps qu'il en parut quelques années après une seconde édition » en 1649 et 1650 .
Cette réimpression des Plaidoyers historiques « est une des causes qui ont porté à retirer ce livre à Tristan pour l’attribuer à son frère cadet Jean-Baptiste ». Cependant, « aucun de ses ouvrages n’est signé Tristan tout court ; l'auteur est toujours appelé L'Hermite de Vauselle ou le chevalier de L'Hermite, ou J.-B. L'Hermite de Solier, dit Tristan ».

## Analyse
Napoléon-Maurice Bernardin, dont l'étude est presque entièrement consacrée aux œuvres théâtrales de Tristan L'Hermite, montre peu d'intérêt pour cet ouvrage : « Même si tous tenons pour absolument certain qu'ils ont été publiés par Tristan et non par son frère, les Plaidoyers historiques, malgré les deux ou peut-être trois éditions qu'ils ont obtenues, méritent encore moins de nous arrêter » que les Lettres mêlées.
Le texte présente pourtant un intérêt sociologique certain : « Si nous voulons connaître de quel langage se servait dans ses conversations la société française sous le règne de Louis XIII, ce n’est pas tant Le Cid qu’il faut lire, ou La Mariane, ni même La Lyre, que Le Page disgracié, les Lettres mêlées et les Plaidoyers historiques ». 
En 1960, Amédée Carriat, qui attribue plutôt la paternité de l'ouvrage à Jean-Baptiste L'Hermite, ne retient pas les Plaidoyers historiques dans son Choix de pages de Tristan.

### Œuvres complètes
- Roger Guichemerre et al., Tristan L'Hermite, Œuvres complètes (tome V) : Théâtre (suite) et Plaidoyers historiques, Paris, Honoré Champion, coll. « Sources classiques » (no 19), 1999, 512 p. (ISBN 978-2-745-30152-9)

### Biographie
- Napoléon-Maurice Bernardin, Un Précurseur de Racine : Tristan L'Hermite, sieur du Solier (1601-1655), sa famille, sa vie, ses œuvres, Paris, Alphonse Picard, 1895, XI-632 p.

### Anthologies
- Amédée Carriat (présentation et annotations), Tristan L'Hermite : Choix de pages, Limoges, Éditions Rougerie, 1960, 264 p.

### Articles
- Doris Guillumette, « Les Plaidoyers historiques de Tristan L'Hermite : Originalité et portée sociale », XVIIe siècle, no 100,‎ 1973, p. 19-34 (lire en ligne)